# 高駢
高駢（821年—887年9月24日），唐朝後期軍事將領，燕人。祖先為渤海郡人，遷居幽州。字千里，曾大破南詔，但在黃巢之亂中拒絕勤王，晚年任淮南節度使，篤奉方術，信任巫師呂用之、張守一等人，苛待幕府將領，被部將畢師鐸、秦彥發動兵變殺害，族滅。

## 簡介
出身渤海高氏，遷居幽州（今北京）后，七世合居。祖父南平郡王高崇文，是唐憲宗時期名將。父親是神策軍虞候高承明。
出生於長慶元年（821年），唐懿宗初年，高駢在邊疆統兵防範黨項及吐蕃，授秦州刺史。後任侍御史，又於朱叔明幕府兼任司马，精通射箭，有一次統兵巡視時，曾射「一箭雙雕」，被稱為“落雕侍御”。
咸通五年（864年），安南（今越南）被南詔所侵，朝廷任高駢為安南都護經略招討使，前往安南對南詔作戰。高駢擊敗南詔。七年（866年），高駢鎮守安南，為交趾節度使，曾整治安南至廣州江道。九年（868年）召回长安，为右金吾大将军，推荐侄孙高浔继任。又任天平军节度使，有政绩，唐僖宗继位后授宰相衔同中书门下平章事。乾符二年（875年），移鎮西川節度使，駢素稱嚴苛，嚴刑峻罰，殺人過濫，“刑罰嚴酷，由是蜀人皆不悅。”高駢亦有才幹。時值南詔大舉向唐進攻，並以“木莢書” 威脅高駢說要“借錦江飲馬”。高駢築成都府磚城，加強防禦工事。又在境上駐紮重兵，逼迫南詔修好，幾年內蜀地轉危為安。
乾符六年（879年）黃巢軍隊沿长江南岸西進，朝廷任高駢為鎮海軍節度使，高駢命崔致遠撰寫檄文《討黃巢書》，遣將領張璘、梁纘阻擊，黃巢轉由浙江南進广州，廣明元年（880年）黄巢北上，五月在信州（今江西上饒）擊斃張璘。七月，飛渡長江。
高駢懾於黃巢威勢，又與內璫田令孜有怨，故坐守揚州，擁兵十餘萬，保存實力。黃巢軍入長安。唐僖宗急調高駢勤王。他不服朝廷節制，割據一方。
中和二年（882年）正月，僖宗以王鐸兼中書令，充諸道行營都統。高駢有詩才，聽到王鐸加封都統，頗不以為然，寫詩諷之：“煉汞燒鉛四十年，至今猶在藥爐前；不知子晉緣何事，只學吹簫便得仙。”《唐诗纪事》称其诗“雅有奇藻”。同年，朝廷罷免高駢。
高駢晚年頗信神仙方術，建造迎仙樓，重用方士呂用之、张守一等人。呂用之專斷獨行，上下離心，猛將如梁纘、陳珙、馮綬、董瑾、俞公楚、姚歸禮等皆為所忌，轻则被剥夺兵权，重则如俞公楚、姚归礼被设计杀害、陈珙被灭族。高骈的侄子高澞弹劾吕用之二十大罪，吕用之却说这是高澞因为先前借钱不果而怀恨陷害，高骈于是驱逐高澞，外放为舒州刺史，当高澞屡次被变军所败，就处决了高澞。吕用之渐渐專權，淮南人士只知吕用之，不知有高骈。
光啟二年（886年），宗室李煴在长安自称监国，褒奖高骈，高骈上表支持他，并劝他称帝。李煴又加吕用之为岭南东道节度使。吕用之无意赴任，却以节度使名义自建府邸，与高骈的相当，高骈这才意识到吕用之已经失控，却无力铲除吕用之。吕用之觉察高骈对自己失去信任，便图谋杀害高骈，夺取淮南。
淮南都知兵马使畢師鐸之侍妾被呂用之強姦，內心憤恨，又恐懼被呂用之所害，光啟三年（887年），趁出屯高郵防御大军阀秦宗权之机，聯合諸將攻揚州，并召宣歙观察使秦彦相助。吕用之以高駢名义，派人向庐州刺史楊行密求救。同时高骈和吕用之也终于决裂。四月，在高骈的侄子高杰响应下，吕用之出奔。毕师铎攻陷广陵（今江苏扬州）后，却将高駢及其子侄、外甥等囚於一所道觀，后秦彥、畢師鐸被杨行密攻打，听信尼師王奉仙的妖言，認為死了一个大人物，局勢就能转祸为福，遂殺高骈全家。楊行密得知後，命令全軍將士為高駢戴孝，祭拜酒食，燒冥紙，讓士兵連續哭了兩夜。后发兵攻破扬州，逐秦、畢二人。杨行密擢高骈孙（《资治通鉴》作从孙）高愈为节度副使、判官，并要他重新安葬高家众人，但高愈暴死，最后由高骈故吏鄺師虔完成。

## 延伸阅读
[在维基数据编辑]
 在维基文库阅读此作者作品
 《舊唐書/卷182》，出自刘昫《舊唐書》
 《新唐書·卷224下》，出自《新唐書》